# Bahnhof Gramatneusiedl

Der Bahnhof Gramatneusiedl ist ein Bahnhof der ÖBB in der niederösterreichischen Gemeinde Gramatneusiedl.

## Aufbau und Lage
Der Bahnhof befindet sich nördlich der Ortschaft Gramatneusiedl an der Ostbahn. Er wird von Regionalexpresszügen sowie von Zügen der S-Bahnlinie S60 und Zügen der Raaber Bahn angefahren. Er verfügt über vier Bahnsteige, die mittels einer Brücke zu erreichen. Östlich des Bahnhofes befindet sich eine Bahnunterführung der Landesstraße L156. Zum Bahnhof Gramatneusiedl gehört auch das Wächterhaus, das Lager und ein Bauhof. Außerdem wurde 1920 für die Beschäftigten der Bahn ein Personalhaus errichtet welches 2024 abgerissen wurde.

## Geschichte
Der Bahnhof wurde am 12. September 1846 eröffnet. Der Bau entstand vor dem Hintergrund der Neubaustrecke Wien – Bruck (an der Leitha). Damals waren dem Bahnhof einige Werkstätten für Eisenbahnfahrzeuge angegliedert. Wenig später wurde eine Bahnhofswirtschaft eröffnet. Nach 1871 wurde wegen der gestiegenen Bedeutung des Bahnhofs durch neue Streckenanbindungen (u. a. auch ein Industriegleis) eine Vergrößerung notwendig. In den 1970er Jahren wurde der Bahnhof vollständig elektrifiziert. Im Jahr 1991 wurde der Bahnhof in den heutigen Zustand umgebaut. Eine Gedenktafel erinnert an diesen Umbau.        

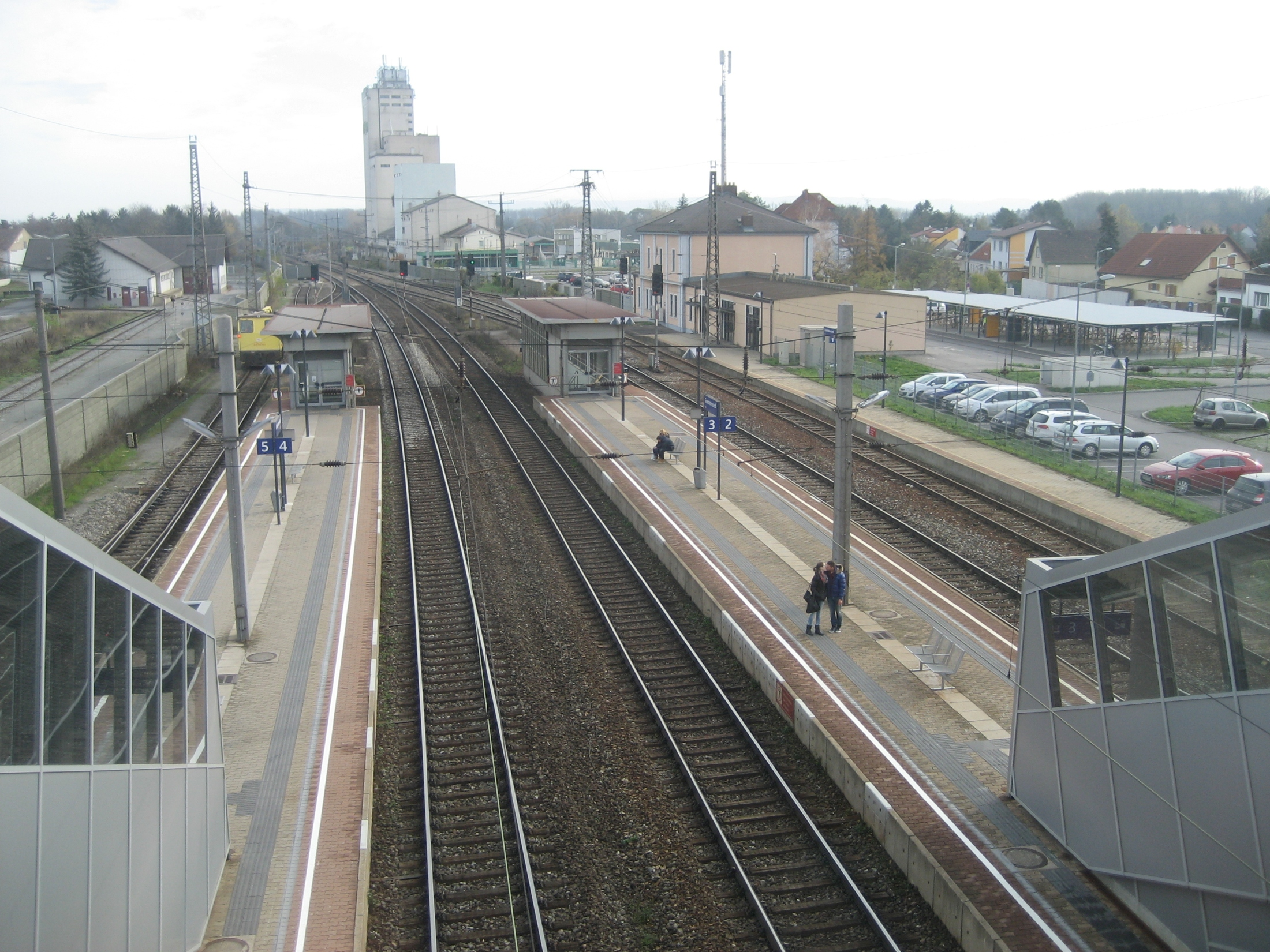
Bahnhof (2013)
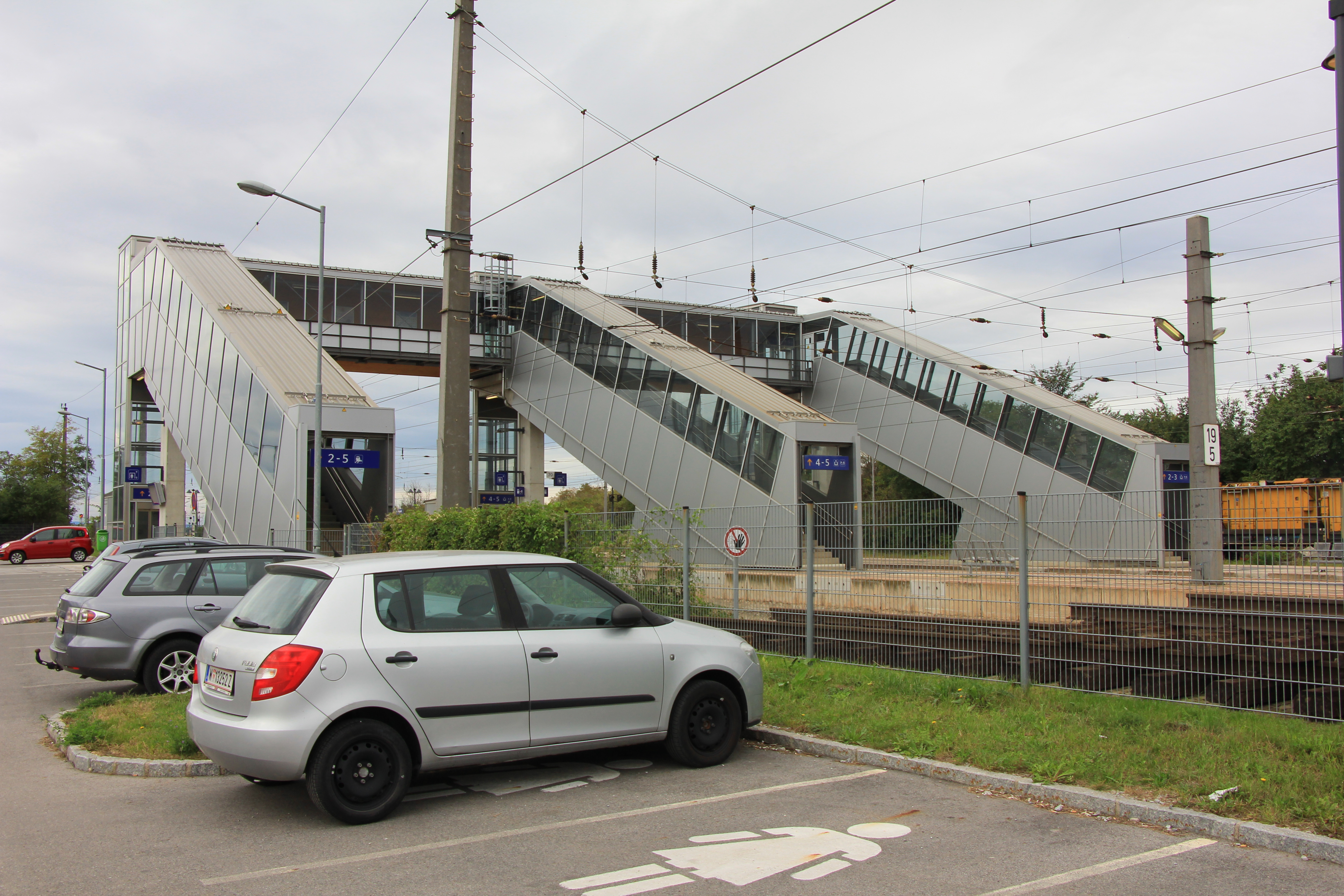
Blick auf die neu errichtete Fußgängerüberführung vom Parkplatz aus
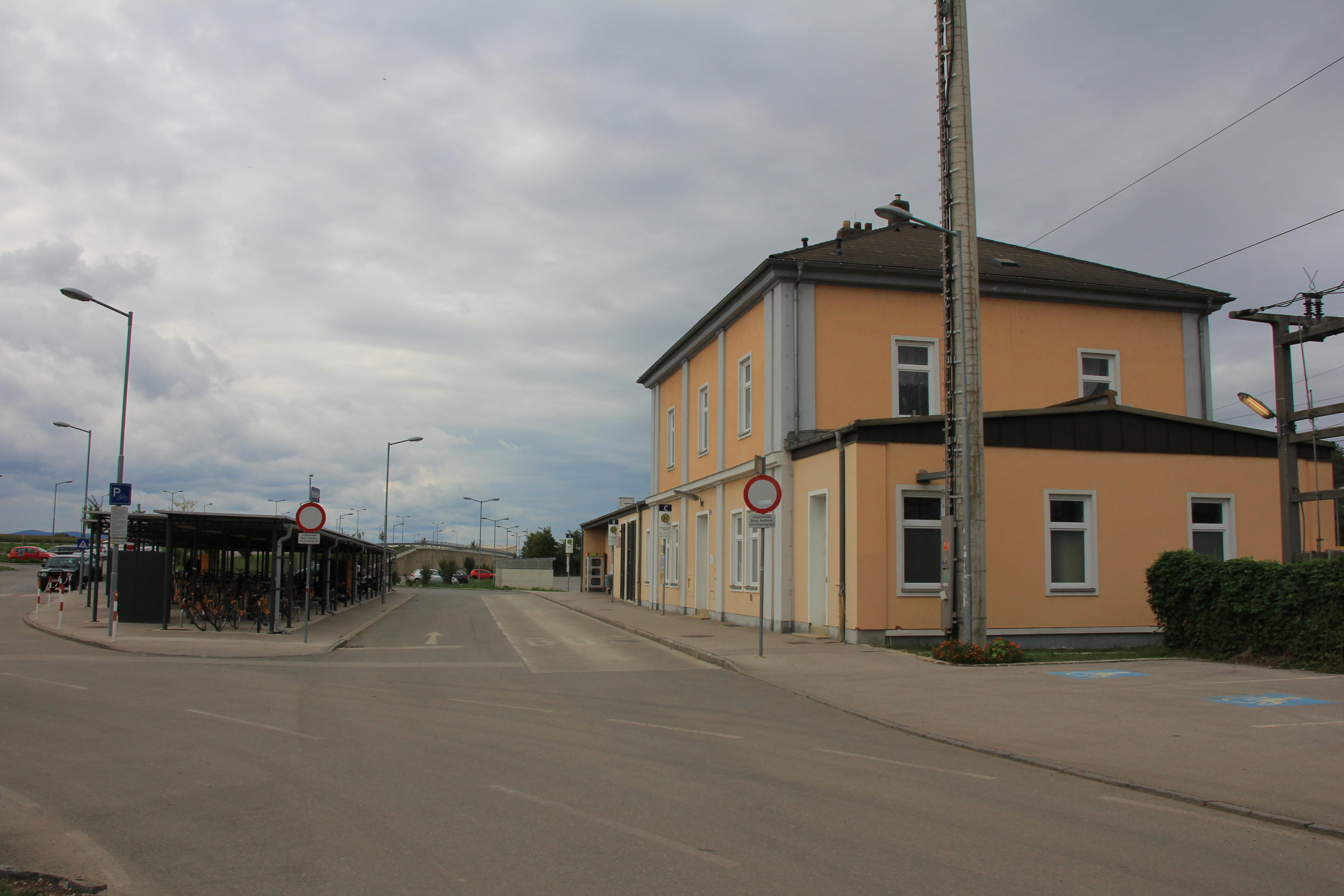
Aufnahmegebäude und Radabstellplatz des Bahnhofes